# Accordo di Bali
L'accordo di Bali detto anche Pacchetto di Bali  è un accordo su una serie di questioni destinate a semplificare gli scambi, consentire ai paesi in via di sviluppo più opzioni per garantire la sicurezza alimentare, incrementare il commercio e l'aiuto allo sviluppo dei paesi meno sviluppati adottato l'8 dicembre 2013, a Bali, in chiusura della nona conferenza ministeriale dell'Organizzazione mondiale del commercio (OMC). L'accordo di Bali è entrato ufficialmente a fare parte della normativa della OMC con il Protocollo di Modifica della Convenzione di Marrakesh del 27 Novembre 2014 ed è divenuto pienamente efficace per tutti i paesi aderenti alla OMC a partire dal 22 Febbraio 2017.
Approvato all'unanimità e firmato da 160 paesi, l'accordo di Bali è stato definito "storico" poiché esso è il primo accordo dalla creazione della stessa organizzazione avvenuta nel 1995. In un rapporto pubblicato dal Peterson Institute for International Economics, il pacchetto di misure dovrebbe creare 1000 miliardi di dollari di ricchezza in più e 21 milioni di posti di lavoro. Da parte loro, i sindacati restano cauti .
Tra le misure più importanti contenute nell'accordo di Bali, si ricordano le regole tese a garantire una maggiore trasparenza nei rapporti tra le agenzie doganali e gli operatori economici internazionali, in particolare, con riferimento all'argomento dei ricorsi amministrativi contro le decisioni inerenti dazi e dinieghi all'importazione.